# Педерсен, Тор
Тор Педерсен (дат. Thor Pedersen; род. 14 июня 1945, Гентофте, Дания) — датский политик, тридцатый председатель Фолькетинга. Также ранее министр финансов (2001—2007), министр экономических отношений (1992—1993), министр внутренних дел (1987—1993), министр жилищной политики (1986—1987). Член либеральной партии Венстре.

## Биография
Родился 14 июня 1945 года в коммуне Гентофте, в области Ховедстаден Дании.
Учился в старшей школе Фредериксборга.
Служил в Датской королевской лейб-гвардии.
Имеет степень кандидата общественных наук (Университет Копенгагена, 1978).
Избирался в Фолькетинг с 1985 года. Являлся его председателем с 28 ноября 2007 года по 16 сентября 2011 года.